# Континент Му
Континент Му (Пацифида) и Лемурия е легендарна екзотерична хипотеза за потънали праконтиненти в Тихия и Индийския океан.
Когато се прави разлика между тях, „Му“ традиционно се разполага в Тихия океан, а „Лемурия“ – в Индийският океан.
Името „Лемурия“ е дадено от зоолога Филип Латли Склейтер и използвано от привържениците на тази мистификация за обяснение как лемурите които живеят само на остров Мадагаскар и съседните Коморски острови са дошли там и в Индия именно от този континент, а самите острови, както и Цейлон, континента Австралия и архипелазите от Великденските острови в Тихия океан и единствените обиталища на гигантския варан – островите Комодо, Флорес и Ринка до тези в Индийския океан са останки от него.
Името „Му“ е от абат Брассер де Бурбур от грешна интерпретация на ръкописи на маите за обозначение земя на Запад от Мексико в Атлантическия океан. Заимствовано е от окултния писател Огюст Льо Плонжон, който слага начало на мисификацията, последван от полковник Джеймс Чърчуорд, който публикува в книгата си „Изчезналият континент Му“ заключенията от изследванията в Индия, Бирма, Аризона, Южните морета и Аляска, Австралия и Мексико, които прави от 1868 г. до 1931 г., на стари индийски текстове, голяма колекция (около 2500) каменни плочки-таблици, намерени в Мексико, легендите на островитияни и индианци за потъналия континент. Според него древните обитатели на Му били велика и просперираща цивилизация преди 12000 години, унищожена от природен катаклизъм или война с Атлантида в края на ледниковия период, а оцелелите се спасили заселвайки ce в Азия където създали империята на митичните европоидни Уйгури (всъщност такива няма, а най-подходящи за тезата са Тохарите) със столица Хара-Хото (Харахота) в плодородната тогава пустиня Гоби. Професор Пьотър Козлов разкопал Хара-Хото в Монголия отчита, че на дълбочина 15 м е открил интересни находки. След настъпилото засушаване митичните азиатски европоиди се разселили по света и станали предците на арийските народи. Останалите оцелели атланти се оттеглили в планините и станали безсмъртни закрилници на света – махатми обитаващи фантастичното царство (или още наричано „сенко царство“, „сенчесто царство“) „Шамбала“ и обителта Шангри-Ла скрити в Хималаите.